# Internormativité
L'internormativité, ou enchevêtrement normatif, est la manière dont différents ordres normatifs, dont les ordres juridiques, interagissent et s'influencent les uns les autres.

## Histoire du concept
L'expression est apparue pour la première fois sous la plume du juriste Jean Carbonnier en 1977. Depuis, elle continue d'être utilisée, sans qu'une définition figée ait été arrêtée. Elle a notamment été popularisée par Boaventura de Sousa Santos, qui propose le concept d'interlégalité pour penser la manière dont chaque personne se trouve au croisement de plusieurs systèmes de droit. Pour de Sousa Santos, la pensée actuelle du droit doit prendre un tournant postmoderne en partant du principe que le pluralisme juridique est la règle générale et non l'exception.

## Usages
La notion d'internormativité est mobilisée en sociologie du droit afin de comprendre comment les gens articulent leurs pratiques du droit par rapport à leurs pratiques d'autres systèmes de normes, par exemple la religion. Elle sert aussi à penser les rapports entre le droit et des systèmes de pouvoir économique, comme par exemple le management.
En philosophie du droit, le concept d'internormativité peut aussi servir à penser la distinction entre droit et morale.
En droit comparé, l'internormativité peut aussi servir à penser les interactions d'ordres juridiques qui seraient de nature différentes.

### Monographies
- Jean-Guy Belley, Le droit soluble: contributions québécoises à l'étude de l'internormativité, Paris, L.G.D.J., coll. « Collection Droit et société », 1996 (ISBN 978-2-275-00207-1)

### Chapitres d'ouvrages
- Jacques Chevallier, « L’internormativité », dans Hugues Dumont, Philippe Gérard, Isabelle Hachez, François Ost, Yves Cartuyvels, Michel Van de Kerchove (eds.), Les sources du droit revisitées - vol. 4 : Théorie des sources du droit, Bruxelles, Presses de l’Université Saint-Louis, coll. « Collection générale », 28 mai 2019 (ISBN 978-2-8028-0510-6, lire en ligne )

### Articles de revue
- Bertrand Lavoie, « Avoir conscience de l’internormativité : contribution à l’étude de la conscience du droit en contexte pluraliste », McGill Law Journal / Revue de droit de McGill, vol. 64, no 3,‎ 2019, p. 415–445 (ISSN 0024-9041 et 1920-6356, DOI 10.7202/1071746ar, lire en ligne , consulté le 24 octobre 2023)
- François Ost, « De l’internormativité à la concurrence des normativités : quels sont le rôle et la place du droit ? », Les Cahiers de droit, vol. 59, no 1,‎ 2018, p. 7–33 (ISSN 0007-974X et 1918-8218, DOI 10.7202/1043684ar, lire en ligne , consulté le 24 octobre 2023)
- Frédéric Rouvière, « La distinction des normes juridiques et des normes morales : un point de vue constructiviste », Les Cahiers de droit, vol. 59, no 1,‎ 2018, p. 261–283 (ISSN 0007-974X et 1918-8218, DOI 10.7202/1043692ar, lire en ligne , consulté le 24 octobre 2023)
- Véronique Champeil-Desplats, « Droit, pluralité des modes de normativité et internormativité. Regard juridique », La Revue des droits de l’homme. Revue du Centre de recherches et d’études sur les droits fondamentaux, no 16,‎ 29 avril 2019 (ISSN 2264-119X, DOI 10.4000/revdh.6413, lire en ligne , consulté le 24 octobre 2023)
- Boris Barraud, « La corégulation d’Internet (ou comment répondre à la plurinormativité par l’internormativité) — Une contribution française », Les Cahiers de droit, vol. 59, no 1,‎ 2018, p. 85–116 (ISSN 0007-974X et 1918-8218, DOI 10.7202/1043686ar, lire en ligne , consulté le 24 octobre 2023)